# Dax (entreprise)
Pour les articles homonymes, voir Dax (homonymie).

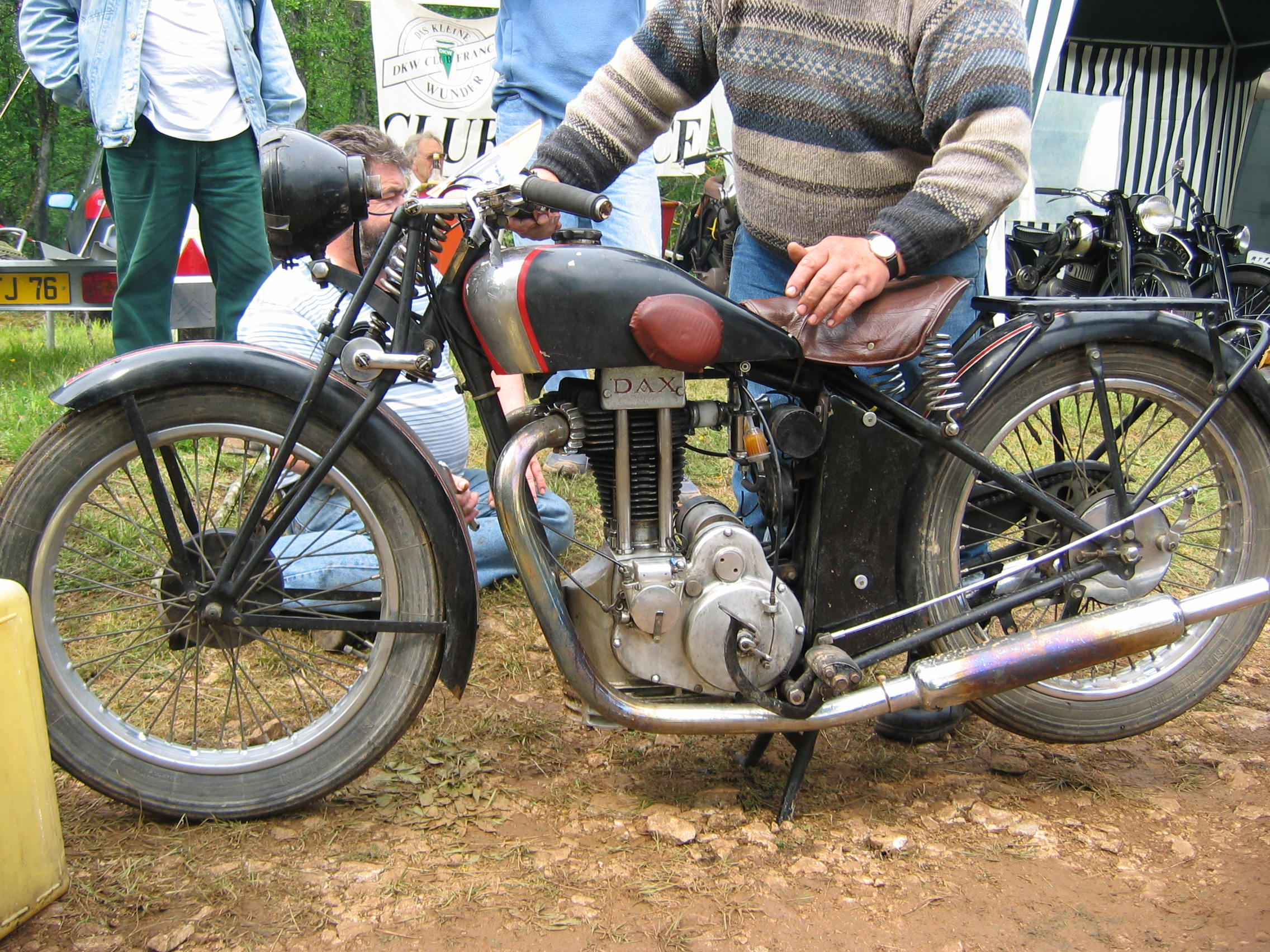
La Dax 350 double tube

Dax est une marque française de motocyclettes, en activité de 1932 à 1936.
Elle fut fondée à Clichy par MM. :
- Pierre de Font-Réaux, déjà fondateur de la marque DFR, ancien coureur et ancien employé de chez Dresch[1] ;
- Robert Dahan ;
- Dominique Ducoloné, de chez Dollar, né à Dax ;
- Mélézieux.

## Modèles

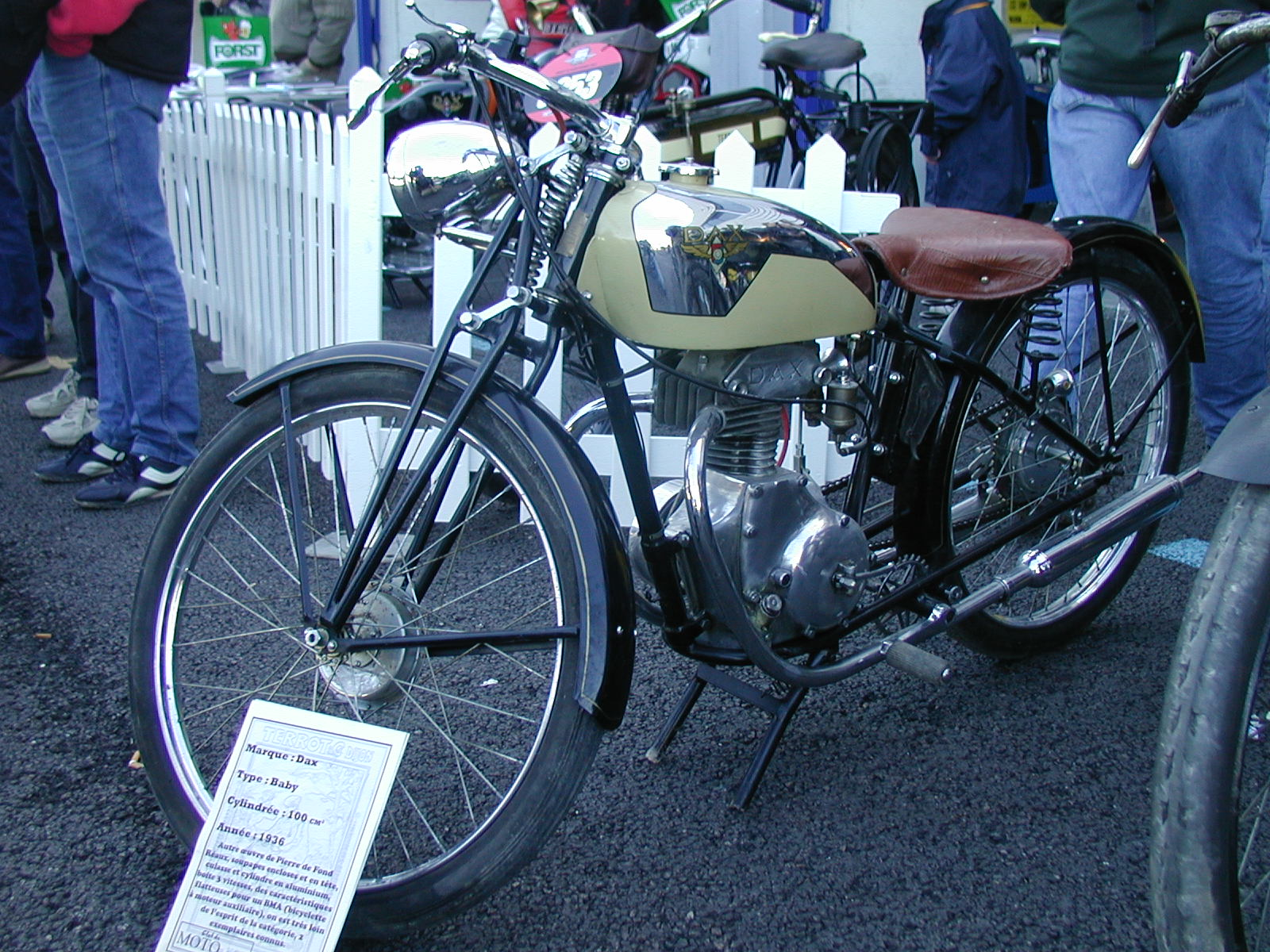
La Dax Baby

Ces motos bénéficiaient d’une excellente technologie, pour un prix de vente bas.

Deux modèles sont présentés au salon de Paris de 1935 : la 500 Rafale, dérivée de la 350, et la Baby, une bicyclette à moteur auxiliaire (BMA) filant à près de 70 km/h au lieu des 30 légaux des autres BMA : un exploit technique.
- 1932 : 350 Type A (350 cm³ culbutée)
- 1934 : 350 cm³ double tube modèle sport
- 1934 : 175 cm³, deux temps
- 1936 : Baby (100 cm³, quatre temps à culbuteurs, bloc-moteur en alliage léger, double échappement). Moins de 100 exemplaires seront fabriqués (erreur commerciale).
- 1936 : 350 Rafale et 500 Rafale (de 350 et 500 cm³ respectivement)